# Michelle Ferris
Michelle Ferris (Warrnambool, Victòria, 24 de setembre de 1976) és una ciclista australiana, especialista en la pista. Ha guanyat dues medalles de plata als Jocs Olímpics de Sydney i d'Atlanta. També ha pujat al podí en nombroses ocasions als Campionats del Món.

## Palmarès
- 1996
  -  Medalla de plata als Jocs Olímpics del 1996 en Velocitat
- 1997
  -  Campiona d'Austràlia en velocitat
- 2000
  -  Medalla de plata als Jocs Olímpics del 2000 en 500 metres contrarellotge
  -  Campiona d'Austràlia en velocitat

### Resultats a laCopa del Món
- 1997
  - 1a a Fiorenzuola d'Arda, en Velocitat
- 1998
  - 1a a Victoria, en Velocitat
  - 1a a Victoria, en 500 m.